# Tacora (Lima)
Tacora, conocido como "La Cachina", es un mercado informal de artículos de segunda mano ubicado a unas cuadras de la urbanización Manzanilla, en el distrito de Lima, ciudad homónima, capital del Perú. En los noventa, estaba situado sólo en la avenida Miguel Grau, en la intersección con la avenida Aviación, pero desde el 2019 los comerciantes informales han llegado hasta la intersección de la Av. Grau con Nicolás Ayllón. Es considerado como "El mercado informal comercial más grande del Perú", debido a su gran extensión e historia.

## Historia
El origen del nombre de Tacora, se debe al nombre de la empresa de arreglo de autos y venta de autopartes Tacora Motors, ubicada en el jirón Tacora, que existió en la avenida Aviación, cerca a su cruce con la avenida Miguel Grau, en la década de los 40.
En 1945, se comenzó a construir el Mercado Mayorista en el distrito de La Victoria. Más tarde, entre 1948 y 1949, los camiones que llegaban hasta La Parada para descargar su mercadería, comenzaron a generar movimiento comercial alrededor de Tacora Motors. Posteriormente, en 1950, empiezan a aparecer los primeros vendedores de objetos. En poco tiempo, el número de comerciantes se incrementó. Desde ese entonces, el lugar se hizo famoso por vender partes de vehículos, antigüedades, ropa de segunda mano, muebles y todo tipo de baratijas.
Desde 2011, funciona en su perímetro, la estación Miguel Grau de la línea 1 del Metro de Lima y Callao.

## Nueva Tacora
En la actualidad, en la avenida Nicolás Ayllón, entre sus cruces con las avenidas José de la Riva-Agüero y 28 de Julio, en el distrito de Lima, se acentuó un nuevo comercio informal de segunda mano, y popularmente es llamado como la Nueva Tacora del Cerro San Pedro, cuyo nombre se debe por estar cerca al cerro homónimo del distrito de El Agustino. 